# Peggy Ouédraogo
Peggy Ouédraogo, née le 16 mars 1984, est une journaliste burkinabè, présentatrice du journal télévisée de 20h du Groupe de média de la Radio Télévision nationale du Burkina (RTB).

## Biographie

### Enfance et études
Peggy Suzanne Sûtong-Noma Ouédraogo naît à Ouagadougou en 1984. Elle obtient le Baccalauréat série A4 en 2002. Passionnée de lettres, elle est inscrite à l’Université Cheikh Anta Diop de Dakar au Sénégal en faculté de Droit. Une année plus tard, elle se réoriente vers le Centre d’étude des sciences et technique de l’information (Cesti). Elle opte pour le journalisme télé et l’environnement. Major de sa promotion, elle poursuit à l’Université de Poitiers en France pour se perfectionner en Communication.

### Carrière Professionnelle
Peggy Ouédraogo commence sa carrière de présentatrice en 2010 à la RTB,Radiodiffusion-Télévision du Burkina . Du journal de 13h, elle est affectée à celui du 22h, puis au 20h. Elle présente le 20h pendant dix ans,. En 2021, elle est nommée directrice de la presse et de la communication du ministère chargé de la Communication dirigé par Ousséni Tamboura,,. Quelques mois plus tard, elle est nommée responsable de la communication de la Commission électorale nationale indépendante (CENI). 

### Engagement social
Elle est membre d'associations sociales et religieuses.